# Formicoxenus provancheri
Formicoxenus provancheri é uma espécie de formiga da família Formicidae.
Pode ser encontrada no Canadá e Estados Unidos da América.

## Biologia
A formiga F. provancheri vive sobretudo nos formigueiros das espécies Myrmica brevinodis e  Myrmica fracticornis. No entanto também pode viver de forma independente. As que vivem nos formigueiros de outras espécies são alimentadas pelas obreiras da espécie hospedeira, que regurgitam comida em resposta a estímulos sensoriais por parte das F. provancheri (similares a como se as obreiras F. provancheri estivessem a lavar as obreiras Myrmica). No entanto, a rainha, ovos, larvas e pupas da F. provancheri ocupam câmaras especificas nos formigueiros, construída pelas F. provancheri e cujo tamanho das entradas não permite a passagem às Myrmica, de maiores dimensões.